# John Freddy García
John Freddy García Feria (* 25. Mai 1974 in Buga, Valle del Cauca) ist ein ehemaliger kolumbianischer Straßenradrennfahrer.
1998 errang John Freddy García bei den Zentralamerika- und Karibikspielen in Maracaibo drei Medaillen: jeweils eine goldene im Zweier-Mannschaftsfahren (mit John Ramírez) sowie im Teamsprint (mit John J. González und Marco A. Rios) und dazu eine bronzene in der Mannschaftsverfolgung. Im Jahr darauf unterschrieb er seinen ersten Profivertrag.
2002 wurde García kolumbianischer Meister im Straßenrennen und 2004 sowie 2006 gewann er die Vuelta al Valle del Cauca. Dreimal startete er beim Giro d’Italia. Im Laufe seiner Radsportkarriere gewann er 29 Etappen bei Rundfahrten, hauptsächlich in Südamerika. 2001 gewann er eine Etappe der Tour du Maroc.

## Erfolge
1998
- Zentralamerika- und Karibikspiele – Zweier-Mannschaftsfahren (mit John Ramírez)
- Zentralamerika- und Karibikspiele – Teamsprint (mit John J. González und Marco A. Rios)
- Zentralamerika- und Karibikspiele – Mannschaftsverfolgung

2000
- eine Etappe Vuelta a Colombia

2001
- eine Etappe Tour du Maroc

2002
- Kolumbianischer Meister – Straßenrennen
- eine Etappe Vuelta a Colombia

2004
- zwei Etappen Vuelta a Colombia

2006
- zwei Etappen Vuelta a Colombia

2008
- eine Etappe Vuelta a Colombia

## Teams
- 2000 Aguardiente Néctar-Selle Italia
- 2001 Selle Italia-Pacific
- 2002–2003 Colombia-Selle Italia
- 2004 05 Orbitel